# Alphonse Rivier
Alphonse Pierre Octave Rivier (født 9. november 1835 i Lausanne, død 21. juli 1898 i Bryssel) var en schweizisk-belgisk retslærd.
Rivier blev Dr. jur. 1858 i Berlin, 1863 privatdocent sammesteds, 1864 professor i Bern, 1867 professor i Bryssel, samtidig fra 1886 schweizisk generalkonsul. Riviers frugtbare forfattervirksomhed omfattede i første linje romerretten og folkeretten, og særlig som folkeretskyndig vandt han et europæisk navn, samtidig med, at den belgiske konge og regering i udstrakt grad drog nytte af hans indsigt og arbejdsevne.
Af Riviers romanistiske arbejder skal fremhæves Introduction historique au droit romain (1871, ny udgave 1881), Traité elementaire des successions a cause de mort au droit romain (1878) og Précis du droit de famille romain (1891), af hans folkeretlige Lehrbuch des Völkerrechts (1889), Principes du droit des gens og en mængde tidsskriftafhandlinger, mange også af biografisk indhold, og lignende.
Han oversatte T.M.C. Assers Éléments de droit international privé ou du conflit des lois (1884), var medarbejder ved Franz von Holtzendorffs Handbuch des Völkerrechts og ved en række samleværker og tidsskrifter. I Institut de droit international spillede Rivier en fremtrædende rolle, 1878—85 som generalsekretær ved samme, i en årrække hovedredaktør af Revue de droit international et de législation comparée.